# Antoni Szylling

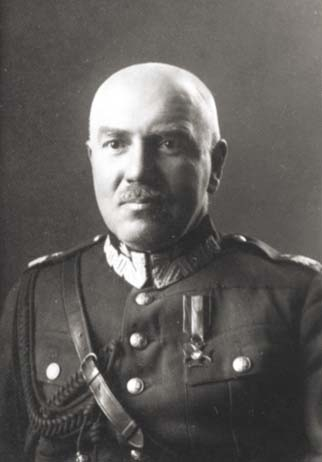
General Szylling

Antoni Szylling (* 31. August 1884 in Płoniawy, heute Polen; † 17. Juni 1971 in Montreal, Kanada) war ein polnischer Divisionsgeneral im Zweiten Weltkrieg. 1939 war er Oberbefehlshaber der Armee „Kraków“.

## Leben
Von November 1905 bis August 1907 absolvierte er die militärische Grundausbildung  beim Infanterieregiment Nr. 90 der zaristischen Armee. In den Jahren 1910–1912 studierte er Ökonomie an der Universität Warschau. Nach Ausbruch des Ersten Weltkriegs wurde er für die russische Armee mobilisiert und kämpfte an der polnischen und rumänischen Front. In dieser Zeit wurde er zum Leutnant (1915), Oberleutnant (1916) und Hauptmann (1917) befördert.
Nach dem Sturz des Zaren trat er im Oktober 1917 der Unabhängigkeitsbewegung in Chișinău und im Dezember 1917 dem neu gegründeten polnischen 2. Korps bei. Er befehligte dort zunächst das 5. Schützen-Regiment und wurde dann direkt als Offizier für besondere Aufträge dem  Korpskommandanten General Józef Haller zugeteilt. Im Frühjahr 1918 wurde er zum Major befördert und nahm am Gefecht bei Kaniów (11. Mai 1918) teil, wobei er von den deutschen Verbänden gefangen und in Güstrow inhaftiert wurde. Nach seiner Freilassung im Januar 1919 diente bis Mai 1919 als Mitglied der Kommission der Personalabteilung des polnischen Generalstabs. Anschließend übernahm er das Kommando über das 2. Schützen-Regiment (später 44. Schützen-Regiment), mit welchem er am Sowjetisch-Polnischen Krieg teilnahm und zum Oberstleutnant befördert wurde. Von Oktober 1920 bis September 1921 war er Kommandeur der 25. Infanterie-Brigade. Später kommandierte er die 13. Infanterie-Division (September 1921 – März 1922) und wurde zum Oberst ernannt.
Im März 1922 wurde er auf eigenen Wunsch zur Reserve versetzt und nahm seinen Aufenthalt für die nächsten Jahren in Grodno.
Im Januar 1926 kehrte er zum Militärdienst zurück und übernahm zunächst die Position des Kommandanten der  28. Infanterie-Division in Warschau und danach der 23. Infanterie-Division in Katowice. Im Jahr 1927 absolvierte er die Höhere Militärschule in Warschau und übernahm Ab Mai 1928 das Kommando über die 8. Infanterie-Division in Modlin. Im Mai 1929 wurde er zum Brigadegeneral befördert.
1937 übernahm er die Position des Generalinspektors in der Generalinspektion der Streitkräfte der Schlesischen Sektion. Während des Überfalls auf Polen 1939 war er Oberbefehlshaber der "Armia Kraków", welche in Oberschlesien den Südflügel der polnischen Front verteidigte.
Beim Rückzug führte er seine Streitkräfte auf das östliche Ufer der Weichsel und wurde in der Schlacht von Tomaszów Lubelski geschlagen. Am 20. September 1939 wurde er gefangen genommen und blieb bis Kriegsende im deutschen Kriegsgefangenenlager VII A in Murnau inhaftiert.
Nach seiner Befreiung durch die US-Armee ging er zunächst nach Frankreich, dann nach Großbritannien. Schließlich wanderte er nach Kanada aus und ließ sich in Montreal nieder.
1946 wurde er auf Beschluss der polnischen Exilkommission in den Rang eines Divisionsgeneral befördert. Er starb am 17. Juni 1971 in Montreal und wurde auf dem örtlichen Friedhof Saint-Sauveur-des-Monts beigesetzt.